# Ich zog mit Hannibal
Ich zog mit Hannibal ist ein 1960 erschienener Jugendroman von Hans Baumann. Er handelt vom Zug des karthagischen Feldherrn Hannibal und seiner 37 Elefanten über die Alpen mit dem Ziel, Rom zu erobern.

## Inhalt
Der Deutsche Taschenbuchverlag (dtv-junior) umschreibt das Buch wie folgt: 

„Vor mehr als 2000 Jahren hat Hannibal mit einem gewaltigen Söldnerheer die Alpen überschritten. Er will Rom erobern und vernichten. Hannibals größter Trumpf sind 37 Elefanten, die den Römern Furcht und Schrecken einjagen. Auf einem dieser Elefanten, auf Suru, reitet ein junger Treiber. Aus seiner Sicht erleben wir das packende, abenteuerliche Drama dieses Feldzuges und das Schicksal des Feldherrn Hannibal zwischen Triumph und Niederlage. Die geschichtliche Tragödie aber wird überstrahlt von der naiven Freundschaft, die der junge Treiber zu seinem Elefanten Suru hegt.“

Ich zog mit Hannibal gliedert sich in eine Einleitung (Der Schatzgräber), einen Hauptteil mit 34 Kapiteln sowie einen Schlussteil (Der Schatz). 
Beim Hauptteil handelt es sich um die Geschichte des gealterten Elefantentreibers, der seine Erlebnisse des Feldzuges zwei Kindern erzählt, die inmitten der Ruinen des von Hannibal zerstörten Sagunt, der Heimat des Treibers, leben. In diese Erzählperspektive wechselt der Roman im einleitenden und ausleitenden Teil. 
Der Treiber erzählt die Geschichte seines eigenen Lebens. Nach der Zerstörung seiner Heimatstadt Sagunt stößt der Junge als Treiber zum karthagischen Heer. Mit der Zeit gewinnt er dabei nicht nur das Vertrauen Karthalos und die Zuneigung des Elefanten Suru. Bald wird er nicht minder von Hannibal geachtet und geschätzt. Von Neu-Karthago bricht das Heer mitsamt seinen 37 Elefanten in Richtung Rom auf. Auf dem Marsch, insbesondere beim Bezwingen der Alpen, finden ein Großteil des karthagischen Heeres und etliche Kriegselefanten den Tod. Dennoch gelingt es Hannibal, die Römer mehrfach zu schlagen. Als letztlich Suru, als letzter lebender Elefant und tödlich verletzt, von Hannibal getötet wird, bricht der junge Treiber mit dem Heerführer. Er spürt, dass der Kampf gegen Rom und die Römer von Hass, Vergeltung und Wortbruch getrieben ist. Nach dem Tod Surus verlässt er das Heer, wird von römischen Soldaten aufgegriffen und nach Rom gebracht. Dort wird er als Elefantentreiber Hannibals gefoltert und den Menschen als Attraktion vorgeführt. Im römischen Dienst verfolgt er das Schicksal Hannibals aus der Ferne, flieht nach der Schlacht um Karthago und kehrt gealtert in die Ruinen Sagunts zurück.
Der Roman und die Verführungskraft Hannibals können durchaus als autobiografische Verarbeitung Baumanns mit der Zeit des Nationalsozialismus gewertet werden, so äußerte er sich über die Motivation des Romans:

„Es ist kein historisches Buch. Ich habe versucht zu beschreiben, was ich selbst erlebte, und ich nahm eine vergangene Szenerie, um es deutlicher zu machen.“

## Ausgaben
Ich zog mit Hannibal erschien zuerst im Ensslin & Laiblin Verlag, später (ab 1972) im Programm dtv-Junior des Deutschen Taschenbuchverlages, wo es 2006 die 27. Auflage erreichte. Das Buch wurde in mehrere Sprachen wie ins Englische, Russische, Dänische, Schwedische, Niederländische, Japanische, Portugiesische übersetzt. Im Hörverlag erschien 2002 ein Hörbuch, gelesen von Achim Höppner.